# Sonia Ebling
Pour les articles homonymes, voir Ebling.
Sonia Ebling de Kermoal, née à Taquara au Brésil en 1918, et morte en 2006, est une sculptrice et enseignante brésilienne.

## Vie et œuvres
Sonia Ebling fait des études d'art en peinture et sculpture, dans les Écoles de Beaux-Arts de Rio de Janeiro et de Rio Grande do Sul, entre 1944 et 1951. En 1951, elle expose à la Biennale de São Paulo, et entre 1952 et 1955 au Salon National d'Art Moderne de Rio de Janeiro. En 1955, elle reçoit un Prix de Voyage au Salon National d'Art Moderne de Rio de Janeiro pour la sculpture intitulée Mulher e Pássaro. Ce prix consiste en un voyage en Europe. Ceci lui permet de côtoyer la communauté d'artistes vivant à Paris, dans ce qu'on appelle quelquefois la Nouvelle école de Paris, comme l'avait fait avant elle Alicia Penalba et Marta Colvin. Cela lui donne aussi l'occasion d'étudier avec Ossip Zadkine, à l'Académie de la Grande Chaumière, en bénéficiant d'une bourse de la Fondation Calouste-Gulbenkian,.
En Europe, elle participe à des expositions collectives comme le Salon de la Jeune Sculpture du Musée Rodin, la Biennale d'Art Tri-Veneta de Padoue, au Salon de Réalités Nouvelles et au Salon des Petits Bronzes au Musée d'art moderne de la ville de Paris. En 1961, se déplaçant en Europe, elle représente le Brésil à la Documenta de Cassel. Certaines de ses œuvres sont également accrochées en même temps, aux Biennales de São Paulo. En 1963, Jean Cassou organise l’exposition Sept artistes brésiliens à Paris, sélectionnant parmi ces sept artistes  Sonia Ebling et Frans Krajcberg.
De retour au Brésil, elle reçoit une demande pour le Palais des Arcs, à Brasilia, une ville très symbolique du «nouveau Brésil» voulu par le président Juscelino Kubitschek et d'un art visuel brésilien à la pointe du modernisme occidental. À partir de 1970, elle enseigne un cours de sculpture en ciment à l'École de Beaux-Arts de l'Université fédérale du Rio Grande do Sul. Six ans plus tard, il lui est proposé la chaire de sculpture dans cette même université. À la fin de ces mêmes années 1970, elle crée des sculptures pour les espaces ouverts, tels que les figures féminines en bronze installées dans le parc des Catacombes Parc à Rio de Janeiro. En 1985, une salle spéciale lui est consacrée lors de la 8e Exposition nationale des Beaux-Arts au Musée d'Art Moderne  de Rio de Janeiro. En 1999, elle obtient la médaille d'or lors de la 2e Biennale Internationale d'Art Contemporain de Florence. Ses 40 ans de sculpture ont fait l'objet de plusieurs hommages. Elle meurt en 2006.